# Dehri
Dehri é uma cidade e um município no distrito de Rohtas, no estado indiano de Bihar.

## Geografia
Dehri está localizada a 24° 52′ N, 84° 11′ L. Tem uma altitude média de 99 metros (324 pés).

## Demografia
Segundo o censo de 2001, Dehri tinha uma população de 119.007 habitantes. Os indivíduos do sexo masculino constituem 53% da população e os do sexo feminino 47%. Dehri tem uma taxa de literacia de 66%, superior à média nacional de 59,5%: a literacia no sexo masculino é de 74% e no sexo feminino é de 57%. Em Dehri, 15% da população está abaixo dos 6 anos de idade.